# Basílica de Nuestra Señora de la Concepción (Salvador)
La Basílica de Nuestra Señora de la Concepción o más formalmente Basílica de Nuestra Señora de la Concepción de la Playa(en portugués: Basílica Nossa Senhora da Conceição da Praia) Es el nombre que recibe un edificio religioso en la ciudad de Salvador que está afiliado a la Iglesia Católica y que fue construido en 1623, lo que lo convierte en una de las más antiguas parroquias de la Arquidiócesis de San Salvador de Bahía, en Brasil. Su primera iglesia se construyó por voluntad del primer gobernador general de Brasil, Tomé de Sousa. La construcción actual, de estilo barroco se hizo con un modelo traído de Portugal. Su elevación al estatus de basílica tuvo lugar en 1946. El Papa Pío XII declaró a Nuestra Señora de la Concepción la patrona única del Estado de Bahía.
Recibió el título de basílica menor por la Carta Apostólica «Coruscantis sideris» del 7 de octubre de 1946, por decisión de la Santa Sede. Se encuentra cerca del elevador Lacerda y el Mercado Modelo, y es muy visitada por los turistas.

## Véase también

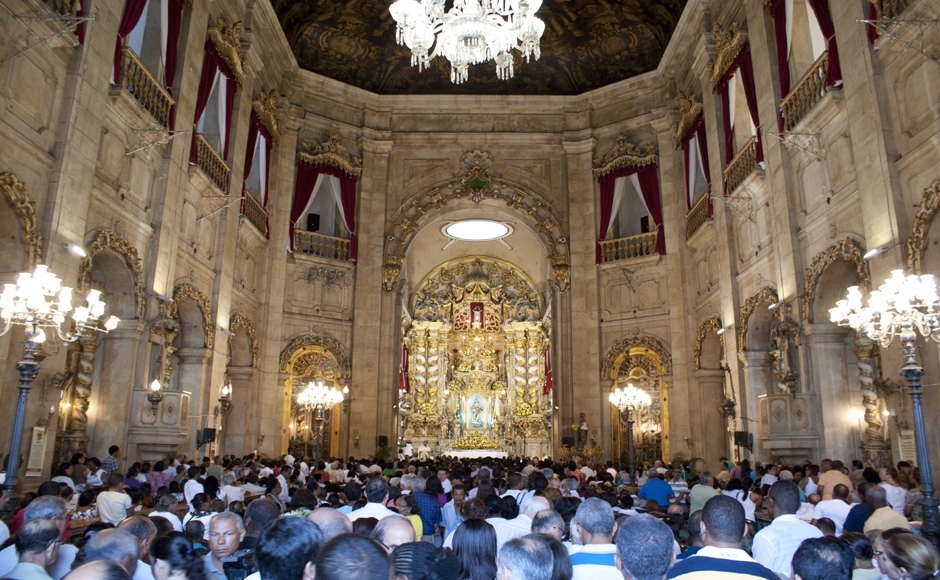
Vista interna